# Costa di Pennell

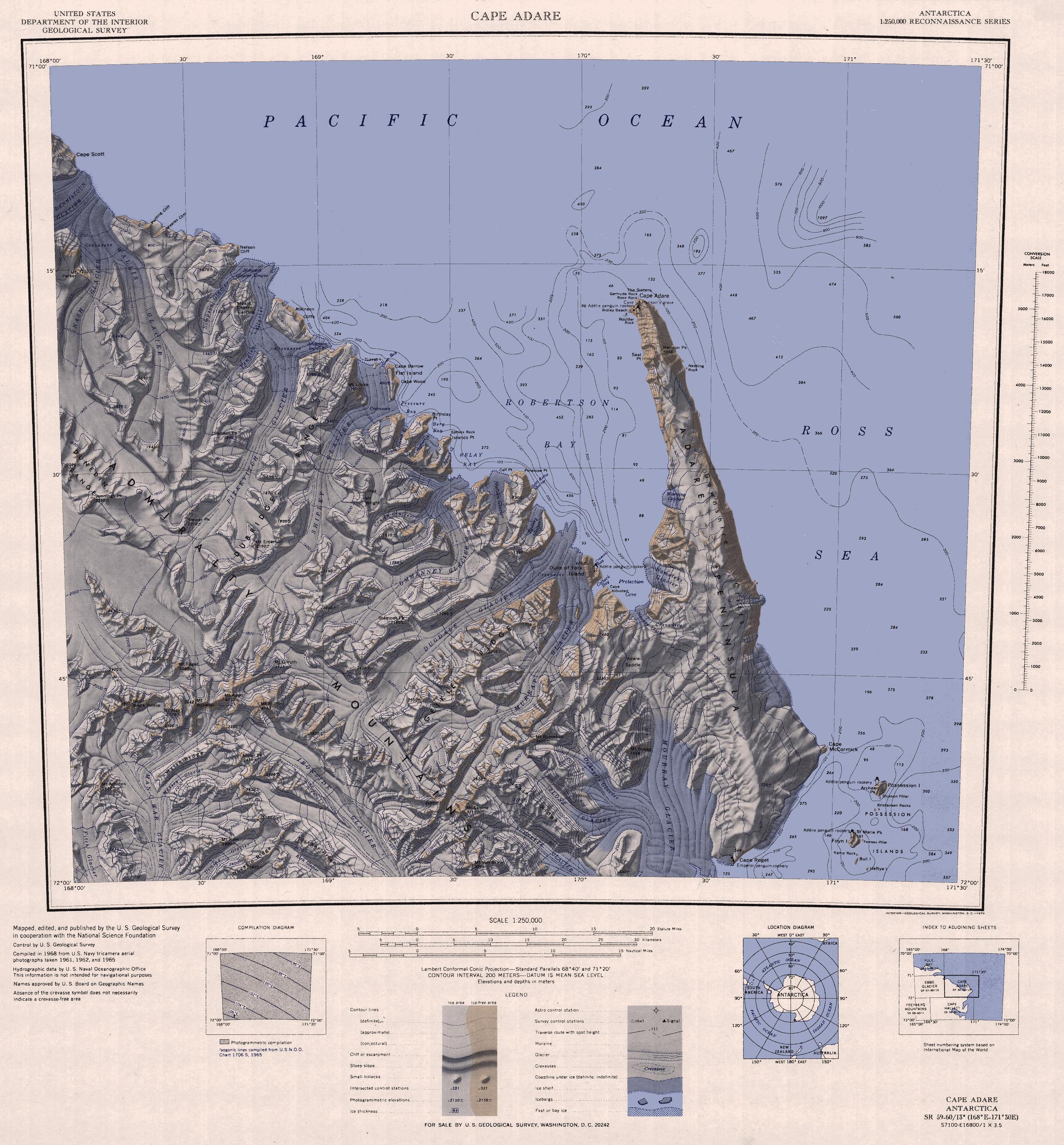
Mappa di capo Adare, al confine sud-orientale della costa di Pennell.

La costa di Pennell (centrata alle coordinate 71°00′S 167°00′E) è una porzione della costa della Terra della Regina Vittoria, in Antartide. In particolare, la costa di Pennell si estende tra capo Adare (71°17′S 170°14′E), all'estremità settentrionale della penisola Adare, a sud-est, e capo Williams (70°30′S 164°09′E) all'estremità orientale del ghiacciaio Lillie, a nord-ovest, e confina, a sud-est, con la costa di Borchgrevink e, a nord-est, con la costa di Oates. Da notare il fatto che il suo confine sud-orientale, il capo Adare, un promontorio di basalto nero, segna l'inizio dei monti Transantartici, la grande catena montuosa che idealmente separa l'Antartide Orientale dall'Antartide Occidentale.
Tra le formazioni presenti su questa costa spicca il ghiacciaio Rennick che, con i suoi 320 km di lunghezza è uno dei più estesi di tutto l'Antartide e del mondo intero.

## Storia
Questo tratto di costa è stato così rinominato nel 1961 dal Comitato neozelandese per i toponimi antartici in onore del tenente della marina militare britannica Harry Pennell, comandante della Terra Nova, la nave della spedizione Terra Nova, dal 1910 al 1913. Nel febbraio 1911, Pennell navigò lungo questa costa al fine di esplorarla e nel tentativo di far sbarcare sulla terraferma gli uomini del reparto settentrionale comandati dal tenente della marina britannica Victor Campbell.